# Szerbia és Montenegró a 2004. évi nyári olimpiai játékokon
Szerbia és Montenegró a görögországi Athénban megrendezett 2004. évi nyári olimpiai játékok egyik részt vevő nemzete volt. Az országot az olimpián 14 sportágban 85 sportoló képviselte, akik összesen 2 érmet szereztek.

## Érmesek
| Érem  | Versenyző | Sportág       | Versenyszám     |
| ----- | --- | ------------- | --------------- |
| Ezüst | Jasna Šekarić | Sportlövészet | Női légpisztoly |
| Ezüst | Nemzeti válogatott Aleksandar Ćirić Vladimir Gojković Danilo Ikodinović Viktor Jelenić Predrag Jokić Nikola Kuljača Slobodan Nikić Aleksandar Šapić Dejan Savić Denis Šefik Petar Trbojević Vanja Udovičić Vladimir Vujasinović | Vízilabda     | Férfi           |

## Asztalitenisz
Férfi
| Versenyző                              | Versenyszám | 64-es főtábla                                 | 48-as főtábla                                           | 32-es főtábla                                                | Nyolcaddöntő                                                              | Negyeddöntő                                                              | Elődöntő          | Döntő             | Helyezés |
| Versenyző                              | Versenyszám | Ellenfél Eredmény                             | Ellenfél Eredmény                                       | Ellenfél Eredmény                                            | Ellenfél Eredmény                                                         | Ellenfél Eredmény                                                        | Ellenfél Eredmény | Ellenfél Eredmény | Helyezés |
| -------------------------------------- | ----------- | --------------------------------------------- | ------------------------------------------------------- | ------------------------------------------------------------ | ------------------------------------------------------------------------- | ------------------------------------------------------------------------ | ----------------- | ----------------- | -------- |
| Slobodan Grujić                        | Egyes       |                                               | Song Liu (ARG) · 4-11, 7-11, 11-4, 2-11, 12-14          | kiesett                                                      | kiesett                                                                   | kiesett                                                                  | kiesett           | kiesett           | 33.      |
| Aleksandar Karakašević                 | Egyes       | Háled el-Harbi (KSA) · 11-9, 11-3, 11-3, 11-5 | Johnny Huang (CAN) · 7-11, 11-8, 11-5, 9-11, 11-9, 11-9 | Jan-Ove Waldner (SWE) · 11-13, 9-11, 11-5, 6-11, 12-10, 9-11 | kiesett                                                                   | kiesett                                                                  | kiesett           | kiesett           | 17.      |
| Slobodan Grujić Aleksandar Karakašević | Páros       |                                               |                                                         |                                                              | Japán (JPN) · Kitó Akira · Taszaki Tosio · 11-9, 9-11, 11-9, 12-10, 12-10 | Hongkong (HKG) · Ko Lai Chak · Li Ching · 6-11, 12-10, 6-11, 11-13, 9-11 | kiesett           | kiesett           | 5.       |

Női
| Versenyző       | Versenyszám | 64-es főtábla                                    | 48-as főtábla                                             | 32-es főtábla     | Nyolcaddöntő      | Negyeddöntő       | Elődöntő          | Döntő             | Helyezés |
| Versenyző       | Versenyszám | Ellenfél Eredmény                                | Ellenfél Eredmény                                         | Ellenfél Eredmény | Ellenfél Eredmény | Ellenfél Eredmény | Ellenfél Eredmény | Ellenfél Eredmény | Helyezés |
| --------------- | ----------- | ------------------------------------------------ | --------------------------------------------------------- | ----------------- | ----------------- | ----------------- | ----------------- | ----------------- | -------- |
| Silvija Erdelji | Egyes       | Neszrín Ben Kahja (TUN) · 11-3, 11-1, 11-3, 11-7 | Jing Jun Hong (SIN) · 3-11, 8-11, 12-10, 4-11, 11-4, 6-11 | kiesett           | kiesett           | kiesett           | kiesett           | kiesett           | 33.      |

## Atlétika
Férfi
| Versenyző          | Versenyszám     | Előfutam | Előfutam | Előfutam | Negyeddöntő | Negyeddöntő | Negyeddöntő | Elődöntő | Elődöntő | Elődöntő | Döntő   | Döntő    |
| Versenyző          | Versenyszám     | Idő      | Hely.    | Össz.    | Idő         | Hely.       | Össz.       | Idő      | Hely.    | Össz.    | Idő     | Helyezés |
| ------------------ | --------------- | -------- | -------- | -------- | ----------- | ----------- | ----------- | -------- | -------- | -------- | ------- | -------- |
| Nenad Lončar       | 110 m gát       | 14,02    | 8.       | 46.      | kiesett     | kiesett     | kiesett     | kiesett  | kiesett  | kiesett  | kiesett | kiesett  |
| Predrag Filipović  | 20 km gyaloglás |          |          |          |             |             |             |          |          |          | 1:31:35 | 39.      |
| Aleksandar Raković | 50 km gyaloglás |          |          |          |             |             |             |          |          |          | 4:02:06 | 23.      |

| Versenyző      | Versenyszám | Selejtező | Selejtező | Döntő    | Döntő    |
| Versenyző      | Versenyszám | Eredmény  | Helyezés  | Eredmény | Helyezés |
| -------------- | ----------- | --------- | --------- | -------- | -------- |
| Dragutin Topić | Magasugrás  | 228 cm    | 9.*       | 229 cm   | 10.      |
| Dragan Perić   | Súlylökés   | 18,91 m   | 32.       | kiesett  | kiesett  |

Női
| Versenyző      | Versenyszám | Eredmény | Helyezés |
| -------------- | ----------- | -------- | -------- |
| Olivera Jevtić | Maraton     | 2:31:15  | 6.       |

| Versenyző         | Versenyszám   | Selejtező | Selejtező | Döntő    | Döntő    |
| Versenyző         | Versenyszám   | Eredmény  | Helyezés  | Eredmény | Helyezés |
| ----------------- | ------------- | --------- | --------- | -------- | -------- |
| Dragana Tomašević | Diszkoszvetés | 54,44 m   | 38.       | kiesett  | kiesett  |

* - egy másik versenyzővel azonos eredményt ért el

## Birkózás

### Férfi
Kötöttfogású
| Versenyző      | Versenyszám | Csoportkör                                                            | Csoportkör | Negyeddöntő       | Elődöntő          | Bronz- mérkőzés   | Döntő             | Helyezés |
| Versenyző      | Versenyszám | Ellenfél Eredmény                                                     | Hely.      | Ellenfél Eredmény | Ellenfél Eredmény | Ellenfél Eredmény | Ellenfél Eredmény | Helyezés |
| -------------- | ----------- | --------------------------------------------------------------------- | ---------- | ----------------- | ----------------- | ----------------- | ----------------- | -------- |
| Davor Štefanek | 60 kg       | D csoport · Szaszamoto Makoto (JPN) · 1-9 · Sidney Guzman (PER) · 1-3 | 3.         | kiesett           | kiesett           | kiesett           | kiesett           | 18.      |

## Cselgáncs
Férfi
| Versenyző        | Versenyszám | Selejtező         | 32-es főtábla                        | Nyolcaddöntő                           | Negyeddöntő       | Elődöntő          | Vigaszág első kör | Vigaszág negyeddöntő | Vigaszág elődöntő | Bronz- mérkőzés   | Döntő             | Helyezés    |
| Versenyző        | Versenyszám | Ellenfél Eredmény | Ellenfél Eredmény                    | Ellenfél Eredmény                      | Ellenfél Eredmény | Ellenfél Eredmény | Ellenfél Eredmény | Ellenfél Eredmény    | Ellenfél Eredmény | Ellenfél Eredmény | Ellenfél Eredmény | Helyezés    |
| ---------------- | ----------- | ----------------- | ------------------------------------ | -------------------------------------- | ----------------- | ----------------- | ----------------- | -------------------- | ----------------- | ----------------- | ----------------- | ----------- |
| Miloš Mijalković | Harmatsúly  |                   | Muratbek Kalikulov (UZB) · 0101-0100 | Muratbek Kipsakbajev (KAZ) · 0001-0002 | kiesett           | kiesett           |                   |                      |                   |                   |                   | helyezetlen |

## Evezés
Férfi
| Versenyző                                                   | Versenyszám                          | Előfutam | Előfutam | Vigaszág | Vigaszág | Elődöntő | Elődöntő | Elődöntő | Döntő | Döntő   | Döntő | Helyezés |
| Versenyző                                                   | Versenyszám                          | Idő      | Hely.    | Idő      | Hely.    | Típus    | Idő      | Hely.    | Típus | Idő     | Hely. | Helyezés |
| ----------------------------------------------------------- | ------------------------------------ | -------- | -------- | -------- | -------- | -------- | -------- | -------- | ----- | ------- | ----- | -------- |
| Nikola Stojić Mladen Stegić                                 | Kormányos nélküli kettes             | 6:58,11  | 2.       |          |          | A/B      | 6:27,50  | 2.       | A     | 6:39,74 | 5.    | 5.       |
| Veljko Urošević Nenad Babović Goran Nedeljković Miloš Tomić | Könnyűsúlyú kormányos nélküli négyes | 5:56,12  | 4.       | 5:54,27  | 2.       | A/B      | 6:00,07  | 5.       | B     | 6:19,00 | 1.    | 7.       |

## Kajak-kenu

### Síkvízi
Férfi
| Versenyző                     | Versenyszám         | Előfutam | Előfutam | Előfutam | Elődöntő | Elődöntő | Elődöntő | Döntő   | Döntő    |
| Versenyző                     | Versenyszám         | Idő      | Hely.    | Össz.    | Idő      | Hely.    | Össz.    | Idő     | Helyezés |
| ----------------------------- | ------------------- | -------- | -------- | -------- | -------- | -------- | -------- | ------- | -------- |
| Ognjen Filipović Dragan Zorić | Kajak kettes 500 m  | 1:30,665 | 3.       | 6.       | 1:32,150 | 4.       | 8.       | kiesett | kiesett  |
| Ognjen Filipović Dragan Zorić | Kajak kettes 1000 m | 3:19,299 | 6.       | 13.      | 3:58,793 | 8.       | 8.       | kiesett | kiesett  |

## Kerékpározás

### Országúti kerékpározás
Férfi
| Versenyző   | Versenyszám   | Idő           | Helyezés      |
| ----------- | ------------- | ------------- | ------------- |
| Ivan Stević | Mezőnyverseny | nem ért célba | nem ért célba |

## Kosárlabda

### Férfi

#### Eredmények
Csoportkör
A csoport
| Csapat                      | M | Gy | V | P+  | P–  | Pk  | P  |
| --------------------------- | - | -- | - | --- | --- | --- | -- |
| Spanyolország (ESP)         | 5 | 5  | 0 | 405 | 349 | +56 | 10 |
| Olaszország (ITA)           | 5 | 3  | 2 | 371 | 341 | +30 | 8  |
| Argentína (ARG)             | 5 | 3  | 2 | 414 | 396 | +18 | 8  |
| Kína (CHN)                  | 5 | 2  | 3 | 303 | 382 | –79 | 7  |
| Új-Zéland (NZL)             | 5 | 1  | 4 | 399 | 413 | –14 | 6  |
| Szerbia és Montenegró (SCG) | 5 | 1  | 4 | 377 | 388 | –11 | 6  |

| 2004. augusztus 15. 16:45 | Argentína (ARG)                          | 83–82     | Szerbia és Montenegró (SCG) | Olympic Indoor Hall, Athén Nézőszám: 10 500 Játékvezetők: Virginijus Dovidavicius (LTU), José Carrión (PUR) |
| 2004. augusztus 15. 16:45 | (27–15, 22–24, 12–20, 22–23) Jegyzőkönyv |           |                             | Olympic Indoor Hall, Athén Nézőszám: 10 500 Játékvezetők: Virginijus Dovidavicius (LTU), José Carrión (PUR) |
| 2004. augusztus 15. 16:45 | Ginóbili 27                              | Pont      | Radmanović 21               | Olympic Indoor Hall, Athén Nézőszám: 10 500 Játékvezetők: Virginijus Dovidavicius (LTU), José Carrión (PUR) |
| 2004. augusztus 15. 16:45 | Wolkowyski 6                             | Lepattanó | Tomašević 10                | Olympic Indoor Hall, Athén Nézőszám: 10 500 Játékvezetők: Virginijus Dovidavicius (LTU), José Carrión (PUR) |
| 2004. augusztus 15. 16:45 | Ginóbili 3                               | Gólpassz  | három játékos 1             | Olympic Indoor Hall, Athén Nézőszám: 10 500 Játékvezetők: Virginijus Dovidavicius (LTU), José Carrión (PUR) |

| 2004. augusztus 17. 16:45 | Szerbia és Montenegró (SCG)              | 74–72     | Olaszország (ITA)    | Helliniko Indoor Arena, Athén Nézőszám: 12 500 Játékvezetők: Jose Jeremias Reyes Ronfini (MEX), Corbin Sean (USA) |
| 2004. augusztus 17. 16:45 | (16–17, 20–19, 19–14, 19–22) Jegyzőkönyv |           |                      | Helliniko Indoor Arena, Athén Nézőszám: 12 500 Játékvezetők: Jose Jeremias Reyes Ronfini (MEX), Corbin Sean (USA) |
| 2004. augusztus 17. 16:45 | Rakočević 19                             | Pont      | Bulleri 15           | Helliniko Indoor Arena, Athén Nézőszám: 12 500 Játékvezetők: Jose Jeremias Reyes Ronfini (MEX), Corbin Sean (USA) |
| 2004. augusztus 17. 16:45 | Tomašević 12                             | Lepattanó | Radulovic, Chiacig 5 | Helliniko Indoor Arena, Athén Nézőszám: 12 500 Játékvezetők: Jose Jeremias Reyes Ronfini (MEX), Corbin Sean (USA) |
| 2004. augusztus 17. 16:45 | Tomašević 5                              | Gólpassz  | Bulleri, Pozzecco 2  | Helliniko Indoor Arena, Athén Nézőszám: 12 500 Játékvezetők: Jose Jeremias Reyes Ronfini (MEX), Corbin Sean (USA) |

| 2004. augusztus 19. 9:00 | Szerbia és Montenegró (SCG)              | 87–90     | Új-Zéland (NZL) | Helliniko Indoor Arena, Athén Nézőszám: 4200 Játékvezetők: Jorge Vazquez (PUR), Henri Leemann Philippe (SUI) |
| 2004. augusztus 19. 9:00 | (20–22, 24–17, 22–16, 21–35) Jegyzőkönyv |           |                 | Helliniko Indoor Arena, Athén Nézőszám: 4200 Játékvezetők: Jorge Vazquez (PUR), Henri Leemann Philippe (SUI) |
| 2004. augusztus 19. 9:00 | Bodiroga 25                              | Pont      | Penney 15       | Helliniko Indoor Arena, Athén Nézőszám: 4200 Játékvezetők: Jorge Vazquez (PUR), Henri Leemann Philippe (SUI) |
| 2004. augusztus 19. 9:00 | Bodiroga 6                               | Lepattanó | Marks 5         | Helliniko Indoor Arena, Athén Nézőszám: 4200 Játékvezetők: Jorge Vazquez (PUR), Henri Leemann Philippe (SUI) |
| 2004. augusztus 19. 9:00 | Rakočević 2                              | Gólpassz  | Dickel 6        | Helliniko Indoor Arena, Athén Nézőszám: 4200 Játékvezetők: Jorge Vazquez (PUR), Henri Leemann Philippe (SUI) |

| 2004. augusztus 21. 11:15 | Spanyolország (ESP)                      | 76–68     | Szerbia és Montenegró (SCG) | Helliniko Indoor Arena, Athén Nézőszám: 10 350 Játékvezetők: Renato Santos (BRA), Jose Jeremias Reyes Ronfini (MEX) |
| 2004. augusztus 21. 11:15 | (18–14, 13–17, 20–21, 25–16) Jegyzőkönyv |           |                             | Helliniko Indoor Arena, Athén Nézőszám: 10 350 Játékvezetők: Renato Santos (BRA), Jose Jeremias Reyes Ronfini (MEX) |
| 2004. augusztus 21. 11:15 | Calderón 15                              | Pont      | Bodiroga 14                 | Helliniko Indoor Arena, Athén Nézőszám: 10 350 Játékvezetők: Renato Santos (BRA), Jose Jeremias Reyes Ronfini (MEX) |
| 2004. augusztus 21. 11:15 | Reyes 6                                  | Lepattanó | Tomašević 9                 | Helliniko Indoor Arena, Athén Nézőszám: 10 350 Játékvezetők: Renato Santos (BRA), Jose Jeremias Reyes Ronfini (MEX) |
| 2004. augusztus 21. 11:15 | Navarro, Garbajosa 3                     | Gólpassz  | Rakočević 3                 | Helliniko Indoor Arena, Athén Nézőszám: 10 350 Játékvezetők: Renato Santos (BRA), Jose Jeremias Reyes Ronfini (MEX) |

| 2004. augusztus 23. 16:45 | Szerbia és Montenegró (SCG)              | 66–67     | Kína (CHN)  | Helliniko Indoor Arena, Athén Nézőszám: 11 150 Játékvezetők: Christos Christodoulou (GRE), Michael Aylen (AUS) |
| 2004. augusztus 23. 16:45 | (21–16, 13–15, 20–20, 12–16) Jegyzőkönyv |           |             | Helliniko Indoor Arena, Athén Nézőszám: 11 150 Játékvezetők: Christos Christodoulou (GRE), Michael Aylen (AUS) |
| 2004. augusztus 23. 16:45 | Drobnjak 17                              | Pont      | Jao Ming 27 | Helliniko Indoor Arena, Athén Nézőszám: 11 150 Játékvezetők: Christos Christodoulou (GRE), Michael Aylen (AUS) |
| 2004. augusztus 23. 16:45 | Tomašević 11                             | Lepattanó | Jao Ming 13 | Helliniko Indoor Arena, Athén Nézőszám: 11 150 Játékvezetők: Christos Christodoulou (GRE), Michael Aylen (AUS) |
| 2004. augusztus 23. 16:45 | Tomašević 4                              | Gólpassz  | Liu Vej 3   | Helliniko Indoor Arena, Athén Nézőszám: 11 150 Játékvezetők: Christos Christodoulou (GRE), Michael Aylen (AUS) |

A 11. helyért
| 2004. augusztus 24. 14:30 | Szerbia és Montenegró (SCG)              | 85–62     | Angola (ANG)        | Helliniko Indoor Arena, Athén Nézőszám: 3625 Játékvezetők: Vicente Juan Bulto (ESP), Alejandro Chiti (ARG) |
| 2004. augusztus 24. 14:30 | (18–10, 16–15, 27–19, 24–18) Jegyzőkönyv |           |                     | Helliniko Indoor Arena, Athén Nézőszám: 3625 Játékvezetők: Vicente Juan Bulto (ESP), Alejandro Chiti (ARG) |
| 2004. augusztus 24. 14:30 | Šćepanović 18                            | Pont      | Monteiro 26         | Helliniko Indoor Arena, Athén Nézőszám: 3625 Játékvezetők: Vicente Juan Bulto (ESP), Alejandro Chiti (ARG) |
| 2004. augusztus 24. 14:30 | Krstić 12                                | Lepattanó | Moussa 7            | Helliniko Indoor Arena, Athén Nézőszám: 3625 Játékvezetők: Vicente Juan Bulto (ESP), Alejandro Chiti (ARG) |
| 2004. augusztus 24. 14:30 | Šćepanović 4                             | Gólpassz  | Monteiro, Almeida 2 | Helliniko Indoor Arena, Athén Nézőszám: 3625 Játékvezetők: Vicente Juan Bulto (ESP), Alejandro Chiti (ARG) |

| Csapat                      | Helyezés |
| --------------------------- | -------- |
| Szerbia és Montenegró (SCG) | 11.      |

## Labdarúgás

### Férfi
| #             | Név                     | Klub                  | Születési idő                    | Mérkőzésszám | Gól     | Sárga lap | sárga lap · 2. sárga lap · kiállítva | kiállítva |
| Kapusok       | Kapusok                 | Kapusok               | Kapusok                          | Kapusok      | Kapusok | Kapusok   | Kapusok                              | Kapusok   |
| ------------- | ----------------------- | --------------------- | -------------------------------- | ------------ | ------- | --------- | ------------------------------------ | --------- |
| 1             | Nikola Milojević        | FK Hajduk Kula        | 1981. április 16. (23 évesen)    | 3            | 0       | 0         | 0                                    | 0         |
| 18            | Aleksandar Čanović      | FK Vojvodina          | 1983. február 18. (21 évesen)    | 0            | 0       | 0         | 0                                    | 0         |
| Védők         |                         |                       |                                  |              |         |           |                                      |           |
| 2             | Milan Biševac           | FK Crvena zvezda      | 1983. augusztus 31. (20 évesen)  | 2            | 0       | 1         | 0                                    | 0         |
| 3             | Bojan Neziri            | FK Metalurh Doneck    | 1982. február 26. (22 évesen)    | 3            | 0       | 0         | 0                                    | 0         |
| 4             | Milan Stepanov          | FK Vojvodina          | 1983. április 2. (21 évesen)     | 2            | 0       | 1         | 0                                    | 0         |
| 5             | Ðjorđe Jokić            | OFK Beograd           | 1981. január 20. (23 évesen)     | 3            | 0       | 1         | 0                                    | 0         |
| 6             | Marko Baša              | OFK Beograd           | 1982. december 29. (21 évesen)   | 2            | 0       | 0         | 0                                    | 0         |
| 13            | Marko Lomić             | FK Železnik           | 1983. szeptember 13. (20 évesen) | 2(1)         | 0       | 1         | 0                                    | 0         |
| 14            | Branko Lazarević        | FK Vojvodina          | 1984. május 14. (20 évesen)      | 2            | 0       | 0         | 0                                    | 0         |
| Középpályások |                         |                       |                                  |              |         |           |                                      |           |
| 7             | Dejan Milovanović       | FK Crvena zvezda      | 1984. január 21. (20 évesen)     | (1)          | 0       | 0         | 0                                    | 0         |
| 8             | Goran Lovre             | RSC Anderlecht        | 1982. március 23. (22 évesen)    | 2            | 0       | 0         | 0                                    | 0         |
| 10            | Simon Vukčević          | Partizan Beograd      | 1986. január 29. (18 évesen)     | 3            | 1       | 0         | 0                                    | 0         |
| 11            | Igor Matić              | OFK Beograd           | 1981. július 22. (23 évesen)     | 2            | 0       | 2         | 0                                    | 0         |
| 12            | Branimir Petrović       | Partizan Beograd      | 1982. június 26. (22 évesen)     | (2)          | 0       | 0         | 0                                    | 0         |
| 15            | Miloš Krasić            | PFK CSZKA Moszkva     | 1984. november 1. (19 évesen)    | 3            | 1       | 0         | 0                                    | 0         |
| Csatárok      |                         |                       |                                  |              |         |           |                                      |           |
| 9             | Andrija Delibašić (csk) | RCD Mallorca          | 1981. április 24. (23 évesen)    | 3            | 0       | 1         | 0                                    | 0         |
| 16            | Nikola Nikezić          | FK Sutjeska Nikšić    | 1981. június 13. (23 évesen)     | (2)          | 0       | 0         | 0                                    | 0         |
| 17            | Srđan Radonjić          | Partizan Beograd      | 1981. május 8. (23 évesen)       | 1(1)         | 1       | 0         | 0                                    | 0         |
| Edző          |                         |                       |                                  |              |         |           |                                      |           |
|               | Vladimir Petrovic       | Szerbia és Montenegró | 1955. július 1. (49 évesen)      |              |         |           |                                      |           |

- Kor: 2004. augusztus 11-i kora

#### Eredmények
C csoport 
| Csapat                      | M | Gy | D | V | Rg | Kg | Gk  | P |
| --------------------------- | - | -- | - | - | -- | -- | --- | - |
| Argentína (ARG)             | 3 | 3  | 0 | 0 | 9  | 0  | +9  | 9 |
| Ausztrália (AUS)            | 3 | 1  | 1 | 1 | 6  | 3  | +3  | 4 |
| Tunézia (TUN)               | 3 | 1  | 1 | 1 | 4  | 5  | –1  | 4 |
| Szerbia és Montenegró (SCG) | 3 | 0  | 0 | 3 | 3  | 14 | –11 | 0 |

| 2004. augusztus 11. 20:30 |

| Argentína (ARG)                                                  | 6–0               | Szerbia és Montenegró (SCG) |
| ---------------------------------------------------------------- | ----------------- | --------------------------- |
| Delgado 11' K. González 17' Tévez 42' 43' Heinze 74' Rosales 77' | (4–0) Jegyzőkönyv |                             |

| Pampeloponnisiako Stadium, Pátra Nézőszám: 14 675 Játékvezető: Batres (guatemalai) |

| 2004. augusztus 14. 20:30 |

| Szerbia és Montenegró (SCG) | 1–5               | Ausztrália (AUS)                           |
| --------------------------- | ----------------- | ------------------------------------------ |
| Radonjić 72'                | (0–2) Jegyzőkönyv | Cahill 11' Aloisi 45+1' 57' Elrich 60' 86' |

| Pankritio Stadium, Iráklio Nézőszám: 8857 Játékvezető: Salleh (malajziai) |

| 2004. augusztus 17. 20:30 |

| Szerbia és Montenegró (SCG) | 2–3               | Tunézia (TUN)                                 |
| --------------------------- | ----------------- | --------------------------------------------- |
| Krasić 70' Vukčević 87'     | (0–1) Jegyzőkönyv | Clayton 41' Zsedídi 83' (11-esből) Zítúni 89' |

| Pampeloponnisiako Stadium, Pátra Nézőszám: 5512 Játékvezető: Ariiotima (tunéziai) |

| Csapat                      | Helyezés |
| --------------------------- | -------- |
| Szerbia és Montenegró (SCG) | 16.      |

## Röplabda

### Férfi
| #    | Név                 | Klub                    | Kor                              | Magasság |
| ---- | ------------------- | ----------------------- | -------------------------------- | -------- |
| 2    | Milan Vašić         | Pallavolo Loreto        | 1980. szeptember 2. (23 évesen)  | 204 cm   |
| 5    | Aleksandar Mitrović | Partizan Beograd Volley | 1982. szeptember 24. (21 évesen) | 193 cm   |
| 6    | Vladan Đorđević     | Partizan Beograd Volley | 1983. január 10. (21 évesen)     | 194 cm   |
| 7    | Đula Mešter         | OK Vojvodina            | 1972. április 3. (32 évesen)     | 203 cm   |
| 8    | Vasa Mijić          | OK Vojvodina            | 1973. április 11. (31 évesen)    | 186 cm   |
| 9    | Nikola Grbić        | Copra Piacenza          | 1973. szeptember 6. (30 évesen)  | 194 cm   |
| 10   | Vladimir Grbić      | Dinamo Moszkva          | 1970. december 14. (33 évesen)   | 194 cm   |
| 12   | Andrija Gerić       | Lube Banca Marche       | 1977. január 24. (27 évesen)     | 203 cm   |
| 13   | Goran Vujević       | Latina Volley           | 1973. február 27. (31 évesen)    | 192 cm   |
| 14   | Ivan Miljković      | Lube Banca Marche       | 1979. szeptember 13. (24 évesen) | 206 cm   |
| 15   | Ivan Ilić           | Budućnost Podgorica     | 1976. december 19. (27 évesen)   | 194 cm   |
| 17   | Milan Marković      | Olympiacos Volley       | 1980. január 20. (24 évesen)     | 203 cm   |
| Edző |                     |                         |                                  |          |
|      | Ljubomir Travica    |                         |                                  |          |

- Kor: 2004. augusztus 12-i kora

#### Eredmények
Csoportkör
A csoport
|                             |      | Mérkőzések | Mérkőzések | Szettek | Szettek | Szettek | Pontok | Pontok | Pontok |
| Csapat                      | Pont | Gy         | V          | Sz+     | Sz–     | SzA     | P+     | P–     | PA     |
| --------------------------- | ---- | ---------- | ---------- | ------- | ------- | ------- | ------ | ------ | ------ |
| Szerbia és Montenegró (SCG) | 9    | 4          | 1          | 12      | 6       | 2,000   | 427    | 398    | 1,073  |
| Görögország (GRE)           | 8    | 3          | 2          | 12      | 9       | 1,333   | 475    | 454    | 1,046  |
| Argentína (ARG)             | 8    | 3          | 2          | 12      | 9       | 1,333   | 471    | 457    | 1,031  |
| Lengyelország (POL)         | 8    | 3          | 2          | 10      | 9       | 1,111   | 422    | 419    | 1,007  |
| Franciaország (FRA)         | 7    | 2          | 3          | 8       | 10      | 0,800   | 405    | 394    | 1,028  |
| Tunézia (TUN)               | 5    | 0          | 5          | 4       | 15      | 0,267   | 373    | 451    | 0,827  |

| 2004. augusztus 15. 09:00 | Szerbia és Montenegró (SCG)       | 0–3 | Lengyelország (POL) | Béke és Barátság stadion, Pireusz Nézőszám: 2000 Játékvezető: Hóbor Béla (HUN), Luciano Gaspari (ITA) |
| 2004. augusztus 15. 09:00 | (21–25, 17–25, 16–25) Jegyzőkönyv |     |                     | Béke és Barátság stadion, Pireusz Nézőszám: 2000 Játékvezető: Hóbor Béla (HUN), Luciano Gaspari (ITA) |

| 2004. augusztus 17. 11:25 | Franciaország (FRA)               | 0–3 | Szerbia és Montenegró (SCG) | Béke és Barátság stadion, Pireusz Nézőszám: 1000 Játékvezető: Frank Leuthaeusser (GER), Hóbor Béla (HUN) |
| 2004. augusztus 17. 11:25 | (21–25, 28–30, 22–25) Jegyzőkönyv |     |                             | Béke és Barátság stadion, Pireusz Nézőszám: 1000 Játékvezető: Frank Leuthaeusser (GER), Hóbor Béla (HUN) |

| 2004. augusztus 19. 16:00 | Szerbia és Montenegró (SCG)       | 3–0 | Tunézia (TUN) | Béke és Barátság stadion, Pireusz Nézőszám: 3430 Játékvezető: Abdullah Al-Khelaifi (KSA), Valdir Dellaqua (BRA) |
| 2004. augusztus 19. 16:00 | (25–16, 25–18, 25–21) Jegyzőkönyv |     |               | Béke és Barátság stadion, Pireusz Nézőszám: 3430 Játékvezető: Abdullah Al-Khelaifi (KSA), Valdir Dellaqua (BRA) |

| 2004. augusztus 21. 16:10 | Argentína (ARG)                          | 1–3 | Szerbia és Montenegró (SCG) | Béke és Barátság stadion, Pireusz Nézőszám: 4826 Játékvezető: Fernando Nava (MEX), Ning Wang (CHN) |
| 2004. augusztus 21. 16:10 | (25–21, 17–25, 21–25, 23–25) Jegyzőkönyv |     |                             | Béke és Barátság stadion, Pireusz Nézőszám: 4826 Játékvezető: Fernando Nava (MEX), Ning Wang (CHN) |

| 2004. augusztus 23. 19:30 | Szerbia és Montenegró (SCG)                     | 3–2 | Görögország (GRE) | Béke és Barátság stadion, Pireusz Nézőszám: 9415 Játékvezető: Luciano Gaspari (ITA), Jarmo Salomen (FIN) |
| 2004. augusztus 23. 19:30 | (21–25, 38–36, 25–13, 23–25, 15–12) Jegyzőkönyv |     |                   | Béke és Barátság stadion, Pireusz Nézőszám: 9415 Játékvezető: Luciano Gaspari (ITA), Jarmo Salomen (FIN) |

Negyeddöntő
| 2004. augusztus 25. 14:00 | Szerbia és Montenegró (SCG)              | 1–3 | Oroszország (RUS) | Béke és Barátság stadion, Pireusz Nézőszám: 8850 Játékvezető: Jarmo Salonen (FIN), Frank Leuthaeusser (GER) |
| 2004. augusztus 25. 14:00 | (27–29, 25–23, 25–27, 26–28) Jegyzőkönyv |     |                   | Béke és Barátság stadion, Pireusz Nézőszám: 8850 Játékvezető: Jarmo Salonen (FIN), Frank Leuthaeusser (GER) |

| Csapat                      | Helyezés |
| --------------------------- | -------- |
| Szerbia és Montenegró (SCG) | 5.       |

## Sportlövészet
Férfi
| Versenyző         | Versenyszám           | Selejtező | Selejtező | Döntő   | Döntő    |
| Versenyző         | Versenyszám           | Pont      | Helyezés  | Pont    | Helyezés |
| ----------------- | --------------------- | --------- | --------- | ------- | -------- |
| Andrija Zlatić    | Légpisztoly           | 579       | 13.**     | kiesett | kiesett  |
| Andrija Zlatić    | Szabadpisztoly        | 546       | 32.       | kiesett | kiesett  |
| Stevan Pletikosić | Légpuska              | 586       | 39.*      | kiesett | kiesett  |
| Stevan Pletikosić | Sportpuska, fekvő     | 586       | 42.*      | kiesett | kiesett  |
| Stevan Pletikosić | Sportpuska, összetett | 1153      | 28.       | kiesett | kiesett  |

Női
| Versenyző     | Versenyszám   | Selejtező | Selejtező | Döntő   | Döntő    |
| Versenyző     | Versenyszám   | Pont      | Helyezés  | Pont    | Helyezés |
| ------------- | ------------- | --------- | --------- | ------- | -------- |
| Jasna Šekarić | Légpisztoly   | 384       | 6.        | 483,3   |          |
| Jasna Šekarić | Sportpisztoly | 579       | 9.        | kiesett | kiesett  |

* - egy másik versenyzővel azonos eredményt ért el

** - három másik versenyzővel azonos eredményt ért el

## Tenisz
Női
| Versenyző       | Versenyszám | 64-es főtábla                    | 32-es főtábla     | Nyolcaddöntő      | Negyeddöntő       | Elődöntő          | Bronz- mérkőzés   | Döntő             | Helyezés |
| Versenyző       | Versenyszám | Ellenfél Eredmény                | Ellenfél Eredmény | Ellenfél Eredmény | Ellenfél Eredmény | Ellenfél Eredmény | Ellenfél Eredmény | Ellenfél Eredmény | Helyezés |
| --------------- | ----------- | -------------------------------- | ----------------- | ----------------- | ----------------- | ----------------- | ----------------- | ----------------- | -------- |
| Jelena Janković | Egyes       | Fabiola Zuluaga (COL) · 4-6, 1-6 | kiesett           | kiesett           | kiesett           | kiesett           | kiesett           | kiesett           | 33.      |

## Úszás
Férfi
| Versenyző         | Versenyszám    | Előfutam | Előfutam | Előfutam | Elődöntő | Elődöntő | Elődöntő | Döntő   | Döntő    |
| Versenyző         | Versenyszám    | Idő      | Hely.    | Össz.    | Idő      | Hely.    | Össz.    | Idő     | Helyezés |
| ----------------- | -------------- | -------- | -------- | -------- | -------- | -------- | -------- | ------- | -------- |
| Milorad Čavić     | 50 m gyors     | 23,05    | 3.       | 31.      | kiesett  | kiesett  | kiesett  | kiesett | kiesett  |
| Milorad Čavić     | 100 m gyors    | 49,74    | 5.       | 19.      | kiesett  | kiesett  | kiesett  | kiesett | kiesett  |
| Milorad Čavić     | 100 m pillangó | 52,44    | 1.       | 4.       | 53,12    | 8.       | 16.      | kiesett | kiesett  |
| Igor Erhartić     | 200 m gyors    | 1:54,21  | 1.       | 48.      | kiesett  | kiesett  | kiesett  | kiesett | kiesett  |
| Igor Beretić      | 100 m hát      | 59,38    | 7.       | 40.      | kiesett  | kiesett  | kiesett  | kiesett | kiesett  |
| Mladen Tepavčević | 100 m mell     | 1:03,52  | 5.       | 29.      | kiesett  | kiesett  | kiesett  | kiesett | kiesett  |
| Vladan Marković   | 200 m pillangó | 2:04,77  | 6.       | 31.      | kiesett  | kiesett  | kiesett  | kiesett | kiesett  |

Női
| Versenyző             | Versenyszám | Előfutam | Előfutam | Előfutam | Elődöntő | Elődöntő | Elődöntő | Döntő   | Döntő    |
| Versenyző             | Versenyszám | Idő      | Hely.    | Össz.    | Idő      | Hely.    | Össz.    | Idő     | Helyezés |
| --------------------- | ----------- | -------- | -------- | -------- | -------- | -------- | -------- | ------- | -------- |
| Miroslava Najdanovski | 50 m gyors  | 27,18    | 5.       | 43.      | kiesett  | kiesett  | kiesett  | kiesett | kiesett  |
| Marina Kuč            | 100 m mell  | 1:11,27  | 1.       | 22.      | kiesett  | kiesett  | kiesett  | kiesett | kiesett  |
| Marina Kuč            | 200 m mell  | 2:30,39  | 1.       | 13.      | 2:31,77  | 7.       | 15.      | kiesett | kiesett  |

## Vízilabda

### Férfi
| Szerbia és Montenegró-i nemzeti férfi vízilabdacsapat-játékoskeret | Szerbia és Montenegró-i nemzeti férfi vízilabdacsapat-játékoskeret | Szerbia és Montenegró-i nemzeti férfi vízilabdacsapat-játékoskeret | Szerbia és Montenegró-i nemzeti férfi vízilabdacsapat-játékoskeret | Szerbia és Montenegró-i nemzeti férfi vízilabdacsapat-játékoskeret | Szerbia és Montenegró-i nemzeti férfi vízilabdacsapat-játékoskeret | Szerbia és Montenegró-i nemzeti férfi vízilabdacsapat-játékoskeret |
| #                                                                  | Név                                                                | Poszt                                                              | Magasság                                                           | Súly                                                               | Kor                                                                | Klub                                                               |
| ------------------------------------------------------------------ | ------------------------------------------------------------------ | ------------------------------------------------------------------ | ------------------------------------------------------------------ | ------------------------------------------------------------------ | ------------------------------------------------------------------ | ------------------------------------------------------------------ |
| 1                                                                  | Denis Šefik                                                        | GK                                                                 | 2,03 m (6 ft 8 in)                                                 | 96 kg                                                              | 1976. szeptember 20. (27 évesen)                                   | VK Partizan                                                        |
| 2                                                                  | Petar Trbojević                                                    | D                                                                  | 1,97 m (6 ft 6 in)                                                 | 94 kg                                                              | 1973. szeptember 9. (30 évesen)                                    | CN Atlètic-Barceloneta                                             |
| 3                                                                  | Slobodan Nikić                                                     | CF                                                                 | 1,96 m (6 ft 5 in)                                                 | 94 kg                                                              | 1983. január 25. (21 évesen)                                       | PVK Jadran                                                         |
| 4                                                                  | Vanja Udovičić                                                     | D                                                                  | 1,94 m (6 ft 4 in)                                                 | 96 kg                                                              | 1982. szeptember 12. (21 évesen)                                   | PVK Jadran                                                         |
| 5                                                                  | Dejan Savić                                                        | CB                                                                 | 1,94 m (6 ft 4 in)                                                 | 104 kg                                                             | 1975. április 24. (29 évesen)                                      | Pro Recco                                                          |
| 6                                                                  | Danilo Ikodinović                                                  | D                                                                  | 1,88 m (6 ft 2 in)                                                 | 87 kg                                                              | 1976. október 4. (27 évesen)                                       | Pro Recco                                                          |
| 7                                                                  | Viktor Jelenić                                                     | CF                                                                 | 2,03 m (6 ft 8 in)                                                 | 104 kg                                                             | 1970. október 31. (33 évesen)                                      | Rari Nantes Savona                                                 |
| 8                                                                  | Vladimir Gojković                                                  | D                                                                  | 1,93 m (6 ft 4 in)                                                 | 91 kg                                                              | 1981. január 29. (23 évesen)                                       | PVK Jadran                                                         |
| 9                                                                  | Aleksandar Ćirić                                                   | D                                                                  | 1,94 m (6 ft 4 in)                                                 | 88 kg                                                              | 1977. december 30. (26 évesen)                                     | Leonessa Brescia                                                   |
| 10                                                                 | Aleksandar Šapić                                                   | D                                                                  | 1,91 m (6 ft 3 in)                                                 | 96 kg                                                              | 1978. június 1. (26 évesen)                                        | Rari Nantes Savona                                                 |
| 11                                                                 | Vladimir Vujasinović                                               | CB                                                                 | 1,96 m (6 ft 5 in)                                                 | 91 kg                                                              | 1973. augusztus 14. (31 évesen)                                    | Pro Recco                                                          |
| 12                                                                 | Predrag Jokić                                                      | CB                                                                 | 1,88 m (6 ft 2 in)                                                 | 81 kg                                                              | 1983. február 3. (21 évesen)                                       | PVK Jadran                                                         |
| 13                                                                 | Nikola Kuljaca                                                     | GK                                                                 | 1,97 m (6 ft 6 in)                                                 | 94 kg                                                              | 1974. augusztus 16. (29 évesen)                                    | VK Palermo                                                         |
| Vezetőedző: Nenad Manojlovic                                       |                                                                    |                                                                    |                                                                    |                                                                    |                                                                    |                                                                    |

- Kor: 2004. augusztus 14-i kora

#### Eredmények
Csoportkör
A csoport
| Csapat                      | M | Gy | D | V | G+ | G– | Gk  | P  |
| --------------------------- | - | -- | - | - | -- | -- | --- | -- |
| Magyarország (HUN)          | 5 | 5  | 0 | 0 | 44 | 27 | +17 | 10 |
| Szerbia és Montenegró (SCG) | 5 | 4  | 0 | 1 | 37 | 26 | +11 | 8  |
| Oroszország (RUS)           | 5 | 3  | 0 | 2 | 32 | 28 | +4  | 6  |
| Egyesült Államok (USA)      | 5 | 2  | 0 | 3 | 32 | 37 | –5  | 4  |
| Horvátország (CRO)          | 5 | 1  | 0 | 4 | 35 | 41 | –6  | 2  |
| Kazahsztán (KAZ)            | 5 | 0  | 0 | 5 | 21 | 42 | –21 | 0  |

| 2004. augusztus 15. 16:30 | Szerbia és Montenegró (SCG) | 4–6 | Magyarország (HUN) | Központi Olimpiai Uszoda Játékvezetők: Sergio Borrell (ESP), Roberto Petronilli (ITA) |
| 2004. augusztus 15. 16:30 | (1–0, 2–3, 1–0, 0–3)        |     |                    | Központi Olimpiai Uszoda Játékvezetők: Sergio Borrell (ESP), Roberto Petronilli (ITA) |
| 2004. augusztus 15. 16:30 | Trbojević 2                 |     | Kiss 2             | Központi Olimpiai Uszoda Játékvezetők: Sergio Borrell (ESP), Roberto Petronilli (ITA) |

| 2004. augusztus 17. 17:45 | Oroszország (RUS)    | 3–4 | Szerbia és Montenegró (SCG) | Központi Olimpiai Uszoda Játékvezetők: Erhan Tulga (TUR), Roberto Petronilli (ITA) |
| 2004. augusztus 17. 17:45 | (1–1, 1–1, 0–1, 1–1) |     |                             | Központi Olimpiai Uszoda Játékvezetők: Erhan Tulga (TUR), Roberto Petronilli (ITA) |
| 2004. augusztus 17. 17:45 | három játékos 1      |     | Trbojević 2                 | Központi Olimpiai Uszoda Játékvezetők: Erhan Tulga (TUR), Roberto Petronilli (ITA) |

| 2004. augusztus 19. 09:30 | Szerbia és Montenegró (SCG) | 9–5 | Kazahsztán (KAZ) | Központi Olimpiai Uszoda Játékvezetők: Daniel Legare (CAN), Mohamed Sayed Mahmoud (EGY) |
| 2004. augusztus 19. 09:30 | (3–1, 2–1, 1–1, 3–2)        |     |                  | Központi Olimpiai Uszoda Játékvezetők: Daniel Legare (CAN), Mohamed Sayed Mahmoud (EGY) |
| 2004. augusztus 19. 09:30 | Šapić 3                     |     | Zsiljajev 3      | Központi Olimpiai Uszoda Játékvezetők: Daniel Legare (CAN), Mohamed Sayed Mahmoud (EGY) |

| 2004. augusztus 21. 21:00 | Szerbia és Montenegró (SCG) | 11–8 | Horvátország (CRO) | Központi Olimpiai Uszoda Játékvezetők: Roberto Petronilli (ITA), Peter Bookelman (NED) |
| 2004. augusztus 21. 21:00 | (2–1, 4–2, 3–3, 2–2)        |      |                    | Központi Olimpiai Uszoda Játékvezetők: Roberto Petronilli (ITA), Peter Bookelman (NED) |
| 2004. augusztus 21. 21:00 | Šapić 5                     |      | három játékos 2    | Központi Olimpiai Uszoda Játékvezetők: Roberto Petronilli (ITA), Peter Bookelman (NED) |

| 2004. augusztus 23. 21:00 | Egyesült Államok (USA) | 4–9 | Szerbia és Montenegró (SCG) | Központi Olimpiai Uszoda Játékvezetők: Erhan Tulga (TUR), Sergio Borrell (ESP) |
| 2004. augusztus 23. 21:00 | (1–2, 1–2, 1–3, 1–2)   |     |                             | Központi Olimpiai Uszoda Játékvezetők: Erhan Tulga (TUR), Sergio Borrell (ESP) |
| 2004. augusztus 23. 21:00 | négy játékos 1         |     | Šapić 3                     | Központi Olimpiai Uszoda Játékvezetők: Erhan Tulga (TUR), Sergio Borrell (ESP) |

Az elődöntőbe jutásért
| 2004. augusztus 25. 18:15 | Szerbia és Montenegró (SCG) | 7–5 | Spanyolország (ESP) | Központi Olimpiai Uszoda Játékvezetők: Erhan Tulga (TUR), Aaron Chaney (USA) |
| 2004. augusztus 25. 18:15 | (3–2, 2–0, 0–2, 2–1)        |     |                     | Központi Olimpiai Uszoda Játékvezetők: Erhan Tulga (TUR), Aaron Chaney (USA) |
| 2004. augusztus 25. 18:15 | Šapić 3                     |     | öt játékos 1        | Központi Olimpiai Uszoda Játékvezetők: Erhan Tulga (TUR), Aaron Chaney (USA) |

Elődöntő
| 2004. augusztus 27. 21:00 | Görögország (GRE)    | 3–7 | Szerbia és Montenegró (SCG) | Központi Olimpiai Uszoda\|Olympic Aquatic Centre Játékvezetők: Roberto Petronilli (ITA), Erhan Tulga (TUR) |
| 2004. augusztus 27. 21:00 | (1–2, 1–3, 1–1, 0–1) |     |                             | Központi Olimpiai Uszoda\|Olympic Aquatic Centre Játékvezetők: Roberto Petronilli (ITA), Erhan Tulga (TUR) |
| 2004. augusztus 27. 21:00 | három játékos 1      |     | Jokić 2                     | Központi Olimpiai Uszoda\|Olympic Aquatic Centre Játékvezetők: Roberto Petronilli (ITA), Erhan Tulga (TUR) |

Döntő
| 2004. augusztus 29. 17:30 | Magyarország (HUN)   | 8–7 | Szerbia és Montenegró (SCG) | Központi Olimpiai Uszoda Játékvezetők: Alan Balfanbayev (KAZ), Roberto Petronilli (ITA) |
| 2004. augusztus 29. 17:30 | (2–3, 3–2, 0–2, 3–0) |     |                             | Központi Olimpiai Uszoda Játékvezetők: Alan Balfanbayev (KAZ), Roberto Petronilli (ITA) |
| 2004. augusztus 29. 17:30 | Kiss 4               |     | Šapić 2                     | Központi Olimpiai Uszoda Játékvezetők: Alan Balfanbayev (KAZ), Roberto Petronilli (ITA) |

| Csapat                      | Helyezés |
| --------------------------- | -------- |
| Szerbia és Montenegró (SCG) |          |